# Estádio Luiz Rios Bacarau
Estádio Luiz Rios Bacarau – stadion piłkarski, w São Gonçalo do Amarante, Rio Grande do Norte, Brazylia, na którym swoje mecze rozgrywa klub São Gonçalo Futebol Clube.